# Minh Tiến, Đại Từ
Minh Tiến là một xã thuộc huyện Đại Từ, tỉnh Thái Nguyên, Việt Nam.

## Địa lý
Xã Minh Tiến nằm ở phía bắc huyện Đại Từ, cách trung tâm huyện 20 km, có vị trí địa lý:
- Phía đông giáp xã Phúc Lương
- Phía tây giáp tỉnh Tuyên Quang
- Phía nam giáp các xã Đức Lương, Phú Cường và Yên Lãng
- Phía bắc giáp huyện Định Hóa.

Xã Minh Tiến có diện tích 26,13 km², dân số năm 1999 là 4.028 người, mật độ dân số đạt 154 người/km².
Tỉnh lộ 264 nối giữa hai huyện Đại Từ và Định Hóa chạy qua địa bàn xã.

## Lịch sử
Sau năm 1975, Minh Tiến là một xã thuộc huyện Đại Từ.
Đến năm 2019, xã Minh Tiến được chia thành 16 xóm: Lưu Quang 1, Lưu Quang 2, Lưu Quang 3, Lưu Quang 4, Lưu Quang 5, Hòa Tiến 1, Hòa Tiến 2, Hòa Tiến 3, Hòa Tiến 4, Tân Hợp 1, Tân Hợp 2, Tân Hợp 3, Tân Hợp 4, Tân Hợp 5 và Trung Tâm, Minh Hòa.
Ngày 11 tháng 12 năm 2019, sáp nhập xóm Lưu Quang 3 vào xóm Lưu Quang 2, sáp nhập xóm Tân Hợp 1 vào xóm Trung Tâm, sáp nhập hai xóm Tân Hợp 2 và Tân Hợp 3 thành xóm Tân Hợp 1, sáp nhập hai xóm Tân Hợp 4 và Tân Hợp 5 thành xóm Tân Hợp 2, sáp nhập xóm Hòa Tiến 2 vào xóm Hòa Tiến 1, sáp nhập hai xóm Hòa Tiến 3 và Hòa Tiến 4 thành xóm Hòa Tiến 2.

## Hành chính
Xã Minh Tiến được chia thành 10 xóm: 
Hòa Tiến 1, Hòa Tiến 2, Lưu Quang 1, Lưu Quang 2, Lưu Quang 4, Lưu Quang 5, Minh Hòa, Tân Hợp 1, Tân Hợp 2, Trung Tâm.

## Kinh tế - xã hội
Minh Tiến là một trong 19 xã ATK của tỉnh Thái Nguyên với nhiều ưu tiên trong đầu tư phát triển kinh tế - xã hội.
Đầu năm 2011, người dân đã phát hiện xã Minh Tiến có 10 cây chè cổ tại dãy núi Hồng thuộc địa phận thôn Lưu Quang. Các cây chè cổ này sinh trưởng ở khu vực rừng già, ở độ cao hơn 850m so với mực nước biển, Một số cây có đường kính gần 1m và chiều cao hơn 20m.